# Victor Klemperer

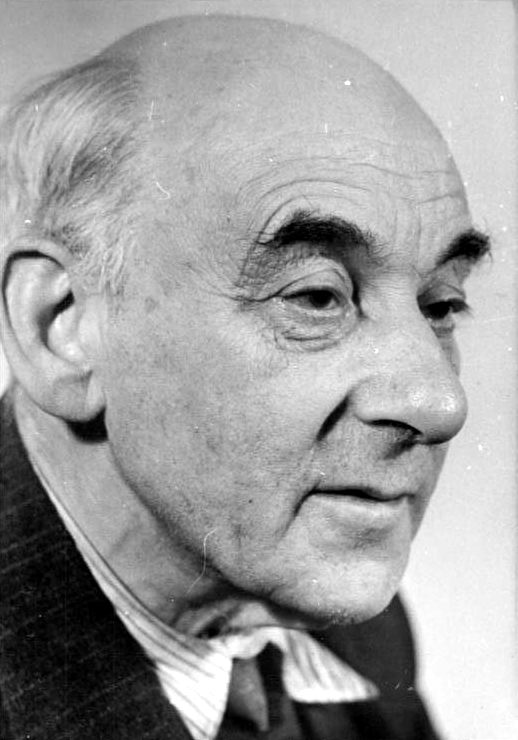
Victor Klemperer en diciembre de 1949.

Víctor Klemperer (Landsberg an der Warthe, Imperio Alemán, 9 de octubre de 1881-Dresde, República Democrática Alemana, 11 de febrero de 1960) fue un escritor, periodista, filólogo y profesor de universidad alemán (Catedrático de Romanística).
De origen judío pero de religión protestante, contrajo matrimonio en 1906 con Eva Schlemmer. Estar casado con una mujer clasificada por las leyes raciales como «aria», le permitió sobrevivir en la Alemania nazi. Sus diarios, junto a otros escritos que describen sus vivencias entre 1933 y 1945 bajo el Tercer Reich, fueron publicados en 1995 y constituyen una importante fuente para los estudios del periodo.
Tras la guerra, se integró plenamente en el régimen comunista de la RDA (Alemania del Este), desempeñando cargos políticos.

## Primeros años
Fue el noveno hijo del rabino Wilhelm Klemperer, primo del famoso director de orquesta Otto Klemperer. Se trasladó a Berlín a los 9 años de edad. Desde 1902 a 1905 estudió filosofía, lenguas románicas, literatura y lengua alemana en Múnich, Génova, París y Berlín. Más tarde fue periodista y escritor en Berlín. El 16 de mayo de 1906 contrajo matrimonio con la pianista Eva Schlemmer.
En 1912 se convirtió al protestantismo y continuó sus estudios en Múnich, donde se doctoró en 1913. Desde 1914 a 1915, impartió clases en la Universidad de Nápoles. Después de esta experiencia se enroló como voluntario en el ejército alemán y participó en la Primera Guerra Mundial donde recibió la Medalla al Servicio.
En 1920 consiguió la cátedra de filología románica en la Escuela Superior Técnica de Dresde. En esta universidad mantuvo un estrecho contacto con Karl Vossler, lo que influirá en su vocación de romanista.

## En la Alemania nazi
Entre 1933 y 1945 sufrió la persecución nazi, a pesar de su fuerte identificación con la cultura alemana, y fue durante esa época que se dedicó a escribir su diario personal, donde comparten espacio sus anotaciones más íntimas con todo lo que va ocurriendo en el día a día en la Alemania nazi. Este diario fue una válvula de escape a la vida frustrante que se vio obligado a seguir al ser declarado no-alemán. En su diario también hay muchísimos detalles sobre cómo es pervertida la lengua alemana en aras de la propaganda nazi: estas notas le sirvieron de base para su libro LTI. La lengua del Tercer Reich, publicado por primera vez el año 1947 en Alemania.
Cuando Adolf Hitler llegó al poder, Klemperer ya era catedrático de filología y director del departamento de Románicas y Literatura en la Universidad Técnica de Dresde y había publicado varios libros sobre la literatura francesa de los siglos XVII y XVIII. En 1935, cuando se disponía a escribir un estudio acerca de la Ilustración francesa, fue expulsado de la universidad debido a la política racial de la Alemania Nazi, lo que le impidió, desde ese momento, el acceso a todas las bibliotecas públicas e incluso la posesión de todo libro que no fuera un libro «para judíos». 
Su matrimonio con una mujer no judía, Eva Schlemmer, le permitió ir esquivando las deportaciones, aunque recibió frecuentes visitas por parte de la Gestapo. En 1940 perdió su casa, fue realojado en lo que era conocido como un gueto, casas para judíos en condiciones cada vez más deplorables (Judenhaus), y forzado a trabajar como obrero en una fábrica. Fue en este periodo cuando los registros diarios de la Gestapo se convirtieron en brutales y recibió golpes, insultos y robos de alimentos y enseres de su casa.
A pesar de todo lo anterior, las crónicas que escribía en su diario le permitían conservar un cierto grado de dignidad, adaptándose a las duras condiciones y sobreviviendo a los más adversos días.

## La huida de la Alemania nazi
El 13 de febrero de 1945, tuvo lugar el primero de los cuatro bombardeos masivos realizado por los Aliados sobre la ciudad de Dresde. En la confusión causada por las bombas incendiarias, la «tormenta de fuego», Klemperer se arrancó la estrella amarilla que debía portar para ser identificado como judío y pudo escapar con su esposa hacia el sur de Alemania. El bombardeo de Dresde probablemente le salvó de ser deportado a un campo de concentración o de exterminio nazi, si bien Auschwitz ya había sido liberado y otros campos del este eliminados por los mismos nazis ante el avance del ejército rojo. 
En las anotaciones realizadas en su Diario entre el 22 y 24 de febrero durante su estancia en Piskowitz describe cómo sobrevivió a la catástrofe de Dresde. Su mujer le acompañó en todo momento y salvó sus Diarios al ocultarlos en la casa de una amiga.

## En la Alemania del Este (RDA)
Cuando terminó la guerra, tal y como relata en su diario, Klemperer regresó a su casa en Dölzschen, próxima a Dresde, que tuvo que reclamar a las autoridades porque había sido requisada («arianizada»). Hizo este camino de vuelta en gran medida a pie, a través de Baviera y la Alemania del Este.
Klemperer se convirtió en una figura cultural de la postguerra en la Alemania del Este. Impartió clases en las universidades de Greifswald, Berlín y Halle. En 1950 fue delegado del Sindicato Cultural en el parlamento de la República Democrática Alemana.
Después de la muerte de Eva en 1951, Klemperer contrajo matrimonio con  Hadwig Kirchner, filóloga alemana. Ella y Walter Nowosjki, discípulo de Klemperer, iniciaron en 1978 la tarea de editar las 5.000 páginas originales de los diarios. Después de atravesar la censura de la RDA y la caída del Muro de Berlín, estos se publicaron en 1995.
La película La langue ne ment pas (La lengua no miente) relata su diarios en forma de documental.  

## Un extraño ejemplar de la Bula de Rodrigo de Borja
En su colección se encontraba el único ejemplar hasta entonces conocido de la bula del cardenal Rodrigo de Borja, posteriormente papa Alejandro VI, del año 1473. Este ejemplar se perdió durante el incendio provocado por el bombardeo de Dresde en el año 1945. En 2007 se localizaron otros cinco ejemplares en los archivos de la Catedral de Segovia.

## Obras
- Klemperer, Victor (2002). LTI. La lengua del Tercer Reich. Editorial Minúscula. ISBN 978-84-95587-07-7.
- Klemperer, Victor (2003). Quiero dar testimonio hasta el final: Diarios 1933-1941. Galaxia Gutenberg. ISBN 978-84-8109-422-0.
- Klemperer, Victor (2003). Quiero dar testimonio hasta el final: Diarios 1942-1945. Galaxia Gutenberg. ISBN 978-84-8109-423-7.
- Klemperer, Victor (2010). Literatura universal y literatura europea. El acantilado. ISBN 978-84-92649-61-7.

En alemán
- Victor Klemperer: Curriculum Vitae (Band I – II). Aufbau Taschenbuch Verlag 1996, ISBN 3-7466-5500-5
- Victor Klemperer: Leben sammeln, nicht fragen wozu und warum - Tagebücher 1919 - 1932. Aufbau Taschenbuch Verlag 1996, ISBN 3-351-02391-X
- Victor Klemperer: Ich will Zeugnis ablegen bis zum letzten - Tagebücher 1933 - 1945 (Band I – VIII). Aufbau Taschenbuch Verlag, ISBN 3-7466-5514-5
- Victor Klemperer: Und so ist alles schwankend - Tagebücher Juni - Dezember 1945. Aufbau-Verlag 1996, ISBN 3-7466-5515-3
- Victor Klemperer: So sitze ich denn zwischen allen Stühlen. Tagebücher 1945 - 1959 (Band I – II). Aufbau Taschenbuch Verlag 1999, ISBN 3-351-02393-6
- Victor Klemperer: LTI - Lingua Tertii Imperii. Reclam Verlag Leipzig, ISBN 3-379-00125-2